# Anastasia Plisova
Anastasia Vladimirovna Plisova (Russisch: Анастасия Владимировна Плисова; geboortenaam: Логинова; Loginova) (Moskou, 13 juli 1990) is een Russisch professioneel basketbalspeelster. Ze is Meester in de sport van Rusland, Internationale Klasse.

## Carrière
Plisova begon haar carrière bij Gloria Moskou in 2007. In 2009 stapte ze over naar Spartak SHVSM Efes. In 2011 verhuisde Plisova naar Spartak Sint-Petersburg. In 2012 ging ze naar Dinamo Novosibirsk. In 2013 stapte ze over naar Dinamo Moskou. Met Dinamo won Plisova de EuroCup Women in 2014. Ze wonnen de finale van Dinamo Koersk uit Rusland met 158-150 over twee wedstrijden. In 2015 ging ze spelen voor MBA Moskou.

## Erelijst
- EuroCup Women: 1
  - Winnaar: 2014.